# Kurt Rusterholz
Kurt Rusterholz, né le 1er juillet 1927 à Zurich, est un compétiteur suisse de lutte gréco-romaine.

## Biographie
Il a participé aux épreuves de Lutte aux Jeux olympiques d'été de 1960 dans la catégorie des moins de 87 kg et a terminé à la 12e place au classement général. Il a remporté une médaille de bronze aux Championnats du monde de lutte 1953 (en), et par la suite a été classé à la 6e place aux Championnats du monde de lutte 1962 (en). Il était en outre six fois champion national suisse (1950, 1957-62),,,,,,. En décembre 1955, Kurt Rusterholz a représenté la Suisse dans une rencontre internationale amicale de huit matchs contre la Turquie à Zurich. Devant 500 spectateurs, il a perdu son match contre Boecke. La Turquie a battu la Suisse 8-0.

## Palmarès
- Médaille de bronze aux Championnats du monde de lutte 1953 (en) dans la catégorie des moins de 87 kg